# Hemiandrus anomalus
Hemiandrus anomalus är en insektsart som beskrevs av John Tenison Salmon 1950. Hemiandrus anomalus ingår i släktet Hemiandrus och familjen Anostostomatidae. Inga underarter finns listade i Catalogue of Life.